# Derrek Tuszka
Derrek Tuszka (Warner, 17 agosto 1997) è un giocatore di football americano statunitense che milita nel ruolo di outside linebacker per i Tennessee Titans della National Football League (NFL).

## Carriera universitaria
Tuszka giocò a football dal 2015 al 2019 alla North Dakota State University. Al college con i Bisons fu titolare per 3 anni e vinse 4 volte la NCAA Division I FCS. Nel 2019 fece registrare 48 tackle, di cui 19 per perdita di yard, 12,5 sack ed un fumble forzato, venendo inserito nella formazione ideale della FCS e nominato difensore dell'anno della Missouri Valley Football Conference.

## Carriera professionistica
Tuszka venne scelto nel corso del settimo giro (254º assoluto) del Draft NFL 2020 dai Denver Broncos. Debuttò come professionista nella gara del primo turno contro i Tennessee Titans mettendo a segno un placcaggio. La sua stagione da rookie si chiuse con 6 tackle in 9 presenze.